# باول سبينس
باول سبينس هو موسيقي وكاتب وممثل كندي، ولد في 29 يناير 1976 في كالغاري في كندا.

## وصلات خارجية
- باول سبينس على موقع IMDb (الإنجليزية)
- باول سبينس على موقع قاعدة بيانات الفيلم (الإنجليزية)